# Cyclopina schneideri
Cyclopina schneideri – gatunek widłonoga z rodziny Cyclopinidae. Opisał go w 1903 roku brytyjski zoolog Thomas Scott. Holotyp to samica, samca nie udało się autorowi zaobserwować. Miejsce typowe to „Vadsö Sound” (Finnmark, północno-wschodnia Norwegia). Epitet gatunkowy nadano na cześć J.S. Schneidera – norweskiego karcynologa.